# Валтерс, Микелис
Микелис Валтерс (латыш. Miķelis Valters, псевдоним — Андрей Папарде; 25 апреля 1874, Либава, Российская империя — 27 марта 1968, Ницца, Франция) — юрист, публицист, писатель, общественный и политический деятель Латвийской Республики.

## Биография

### Ранние годы
Микелис Валтерс родился в семье рабочих Либавского порта. Отец Петр (Pēteris Valters), мать Зане (Zane Valtera).
Учился в начальной школе при приходе лютеранской церкви св. Анны, потом в городской школе, параллельно учась на наборщика. В 1889 году окончил городское реальное училище и начал работать в железнодорожных мастерских.  Семья была очень бедной: когда мальчику исполнилось 12 лет, отец ему сказал: “Теперь тебе надо идти работать, потому что краюха хлеба совсем тонка”. Его первый заработок был так мал, что в булочной, мимо которой он шёл домой и захотел купить что-то вкусное, на его деньги ему насыпали лишь крошек от печенья, — рассказала  невестка Валтерса Валда Екабсоне-Валтере.
В 1890-х годах увлёкся социал-демократическими идеями, начал принимать активное участие в деятельности молодого и сравнительно радикального направления общественной мысли — «Новом течении» (латыш. Jauna strava), входил в число зачинателей рабочего движения Курляндской и Лифляндской губерний, работал в редакции левой газеты «Диенас лапа» (латыш. Dienas lapa) в Риге. Какое-то время жил в Берлине, где контактировал с немецкими социалистами, как вольнослушатель посещал лекции по экономике, сельскому хозяйству, философии и химии в Берлинском университете. Зимой 1897 года вернулся на родину, где в Либаве 20 мая арестован за политическую деятельность. Осуждён на 15 месяцев заключения в Динабургской крепости, потом был вынужден остаться в Двинске без права выезда. 31 марта 1899 года повторный суд приговорил Валтерса на 5 лет ссылки в Вятскую губернию. Он решился бежать в Германию, потом в Швейцарию. Чтобы не терять время зря, поступил в Бернский университет, изучал юриспруденцию.

### В эмиграции
В 1900 году вместе с единомышленниками Э. Ролавсом и Э. Скубикисом основал в истории первую латышскую политическую партию Союз латышских социал-демократов Западной Европы (Vakareiropas latviešu sociāldemokrātu savienība) — малочисленную, но во взглядах радикальную партию. Одним из направлений её деятельности был нелегальный перевоз марксистской литературы в Россию через порты остзейских губерний. Сеть транспортировки оказалась так хорошо налажена, что её использовали и другие группы российских революционеров.
В 1903 году Лондоне Валтерс стал одним из основателей Латвийского социал-демократического союза (Союз латышских социал-демократов западной Европы объединился с латышскими радикалами в США) и был одним из руководителей партии. С 1903 по 1904 год был и редактором газеты союза «Пролетарий» (Proletārietis). B этот период он отмечался многочисленными публикациями на злободневную тематику, в которых оправдывал и подчеркивал острую необходимость поддержания социал-демократического течения в остзейских губерниях. Первый в истории в статье «Долой самодержавие! Долой Россию!» («Patvaldību nost! Krieviju nost!», 1903) выдвинул идею о необходимости независимого государства под названием «Латвия». В 1905 году стал редактором журнала «Революционная Прибалтика» (Revolucionārā Baltija).

### Революция 1905—1907 годов в России
Толчком к началу массовых выступлений под политическими лозунгами в России стало «Кровавое воскресенье» — расстрел войсками в Санкт-Петербурге мирной демонстрации рабочих во главе со священником Георгием Гапоном 9 (22) января 1905. В этот период стачечное движение приняло особенно широкий размах, в армии и на флоте произошли волнения и восстания, что вылилось в массовые выступления против монархии. И в Риге возле Железного моста поход рабочих на центр с левобережья был приостановлен царскими войсками, у которых был указ от губернской администрации не пускать демонстрантов в центр. Рота унтер-офицерского батальона в итоге приняла решение открыть огонь по рабочим-манифестантам, шедшими с лозунгами «Долой самодержавие», в результате чего было убито более 70 человек, ранения получили около 200, однако истинное число жертв может отличаться от официальных данных, так как часть манифестантов была намеренно оттеснена к Даугаве и утонула. Начались волнения по всей Курляндской и Лифляндской губернии, в которых немалую роль играл и Латвийский социал-демократический союз. В ноябре 1905 в Риге произошёл съезд Волостных делегатов, на которых со страстной речью выступил Валтерс, настойчиво предлагавший в ходе своего длительного выступления разделить земли поместий равноправно между крестьянами. В 1906 году, считая, что массовая революция потерпела крах и надо выбрать другие методы борьбы (лично он призывал к индивидуальному террору), Валтерс покинул Россию и вернулся в Швейцарию.

### В эмиграции
В 1907 году в Цюрихском университете защитил научную степень Doctor juris publici et rerum cameralium. Жил в Базеле и работал в местном союзе сельскохозяйственных кооперативов. В 1909—1910 годах повышал квалификацию в Сорбонне. В 1912—1913 годах жил в Лондоне, потом в Финляндии. Женился (родилась дочь Эстер), но развёлся в 1928 году. Под псевдонимом Андрей Папарде (Andrejs Paparde) опубликовал три сборника стихов: «Тантрис» (Tantris, 1908), «Тени на камнях» (Ēnas uz akmeņiem, 1910) и «Вечность» (Mūžība, 1914). В своих книгах «Критика латышей в вопросах искусства и науки» (Latviešu kritika mākslas un zinību jautājumos, 1913) и «Во Флоренции: Исследование по истории искусства и теории искусства» (Florencē. Studija iz mākslas vēstures un mākslas teorijas, 1909) критиковал социологический подход марксизма к искусству как примитивный и односторонний, основываясь на концепции немецкого эстетика М. Десуара и основателя т. н. теории эмпатии Т. Липпса. Представления об искусстве как об имманентной эволюции формы позволяет рассмотреть в его взглядах влияние искусствоведа Г. Вёльфлина.

#### Идеологическая эволюция
Среди товарищей он с самого начала выделился прагматическим и рациональным подходом к проблемам и скептическим отношением к пафосу. Переосмыслив причины, ход и последствия революции 1905—1907 годов, Валтерс с последователями порвал сотрудничество с РСДРП из-за отличий во взглядах о том, зачем нужна революция, когда и как её надо осуществлять. Большую роль сыграло и личное субъективное отношение: Валтерс никогда не скрывал, что считает большинство лидеров РСДРП необразованными болтунами. Был ярым сторонником тактики индивидуального политического террора, что сблизило его с российскими эсерами.
Выдвинул несколько национальных идей, органично связав их с марксистской заданностью, продолжал разрабатывать возможное решение латышского вопроса в контексте российского государства и идею необходимости независимого государства для латышей, что служило ещё одной причиной раздора между союзом и РСДРП. В 1913 году Микелис Валтерс участвует в Брюссельском съезде латвийских соцдемов, где публично провозглашает автономные идеи, затрагивая ещё не совсем разработанный, но назревавший вопрос о перспективах латышской государственности. В том же году по его предложению на II конгрессе Латвийского социал-демократического союза делегаты проголосовали за смену названия партии на Партия социалистов-революционеров Латвии (Latvijas Revolucionāro sociālistu partija — eseri) — это больше соответствовало идеологии партии и позволяло её больше не путать с социал-демократами.
Первая мировая война парализовала деятельность латышских эсеров, а Февральская и Октябрьская революции привели к идеологическому расколу. В 1917 году Валтерс покинул ряды эсеров и выступил организатором Латышского Крестьянского союза (Latviešu zemnieku savienība).

### Политическая деятельность в Латвийской Республике
В 1917—1918 годы Валтерс стал идейным вдохновителем Рижского демократического блока. Этому блоку партий приходилось на свой страх и риск действовать в идеологическом аспекте на территории, оккупированной германскими войсками. В ноябре 1918 года Валтерса избрали в Народный совет Латвии, затем он стал первым министром внутренних дел (18 ноября 1918 — 9 декабря 1919) Временного правительства ЛР. «Трудно представить, каково это — изгнаннику, который сам отсидел в тюрьме — стать министром внутренних дел, задерживать демонстрантов против независимости Латвии в декабре 1918 года в Риге. Он хотел быть министром образования, но этот пост ему не достался», — говорит историк Том Кикутс.
Историк Артис Букс отмечает, что Валтерс был единственным человеком во Временном правительстве с серьёзным высшим образованием, которого лидеры балтийских немцев признавали равным себе. Прочие министры были не ровня Национальному комитету балтийских немцев (Deutschbalten Nationalausschuss), где большинство были образованные люди с докторскими учёными степенями.
В сентябре 1919 года стал преподавателем в Высшей народной школе (Rīgas Tautas augstskola) в Риге. В 1919—1922 годах соиздатель журнала «Страж Латвии» (Latvijas Sargs).
С октября 1919 года дипломатический представитель Латвии в Италии (с 1921 года чрезвычайный и полномочный посол в Риме, с ноября и в Испании и в Португалии).
Уполномоченный германского правительства и крёстный отец латвийской независимости Август Винниг в 1921 году характеризовал роль Валтера в правительстве так: «Из всех них личностью был только Вальтер — причем личностью в опалесцирующем свете. Будучи сначала социалистом, он затем отошел от партии, чтобы иметь возможность действовать легитимно. Сначала он был настроен прогермански, однако затем стал следовать антигерманскому курсу Уллманна, лишь бы стать министром и играть заметную роль. Это и было единственной отрадой его сердца. Внешним лоском он превосходил всех своих коллег. Он и стал оратором от министров… Вальтер принадлежал к числу тех людей, у которых никакой путеводной звезды в профессиональном плане нет, он жил лишь своей личностью. На самом деле он стремился к посту президента и охотно использовал бы возможность оттеснить Уллманна в тень. Так как теперь настроения латышской мелкой буржуазии и крестьян были направлены жестко против Германии, Вальтер при случае в самой оскорбительной манере позволял себе соответствующие выражения, чтобы отвлечь народную благосклонность от менее искушенного в ораторстве Уллманна. Однако что же мог этот двусмысленный писака по сравнению с настоящим крестьянином от сохи! Позднее его интриги стоили ему портфеля — теперь он посол в Риме».
В 1924 году Валтер стал приват-доцентом в Латвийском университете.
С августа 1924 года до декабря 1925 года чрезвычайный и полномочный посол в Париже (продолжил занимать эту должность в Испании и в Португалии).
В 1925 году покинул дипломатическую службу и Крестьянский союз (больше не вступил ни в одну партию).
В 1928 году вернулся на дипломатическую службу, став генеральным консулом в Кёнигсберге.
В 1930 году женился на Алисе Вилсон (Alise Ērika Vilsona, 1896—1973).
С октября 1934 года до сентября 1938 года чрезвычайный и полномочный посол в Венгрии и в Польше (с резиденцией в Варшаве). По легенде единственный, кто во время авторитарного режима Улманиса продолжал обращаться к Улманису на «ты». Из-за противостояния министру иностранных дел Мунтерсу перенаправлен из Варшавы в менее значимый Брюссель — с сентября 1938 года посол в Бельгии и в Люксембурге (с резиденцией в Брюсселе).
После ввода советских войск в Латвию в октябре уволен со службы и вызван в Ригу, но не явился и выбрал противоположное направление.

### Последние годы
С 1945 года жил в Бельгии, потом в Швейцарии и во Франции. Принимал активное участие в общественной жизни беженцев из ЛССР, занимался юриспруденцией и публицистикой. Во взглядах был враждебен CCCP и считал присоединение Прибалтики к СССР оккупацией, о чём много писал в своих публикациях.
В 1957 году закончил подготовку труда «Латвия. Конституционное и международное право», который при его жизни не был издан.
В 1964 году вступил в студенческую корпорацию «Fraternitas Latviensis». Издал в Швеции свои мемуары.
Умер 27 марта 1968 года в Ницце, похоронен на Восточном кладбище (Cimetière de l’Est). В сентябре 2020 года прах Микелиса Валтерса был торжественно перезахоронен на рижском Лесном кладбище, а  могильная плита с Cimetière de l’Est по желанию родственников передана на вечное хранение в Лиепайский музей.